# 弗洛雷斯省
弗洛雷斯省（西班牙語：Departamento de Flores）為南美國家烏拉圭十九省之一省，位於烏拉圭西南部，該省省会為特立尼达。